# Manimahesh Kailash
Der Manimahesh Kailash ist ein ca. 5653 m hoher Berg im Westhimalaya im Distrikt Chamba im nordindischen Bundesstaat Himachal Pradesh. Der Berg wird in unterschiedlichen Artikeln manchmal dem Pir Panjal-Massiv oder der Dhauladhar-Bergkette zugeordnet. Der als heilig geltende Manimahesh Kailash wurde im Jahr 1968 von einer indisch-japanischen Expedition erstmals bestiegen.

## Lage
Mit öffentlichen Bussen und PKWs zu erreichen ist der Berg von Westen her über die Kleinstadt Dalhousie und die etwa 100 km östlich gelegenen Bergorte Bharmour bzw. Hadsar. Etwa 3 km westlich des Gipfels beim kleinen, gut 4000 m hoch gelegenen Manimahesh-Bergsee gibt es einen Hubschrauberlandeplatz.

## Religion
Berg und See sind gläubigen Hindus gleichermaßen heilig und werden – wie viele Plätze im Himalaya – mit Gott Shiva in Verbindung gebracht. Alljährlich im August/September findet das Manimahesh Yatra (Yatra = „Aufbruch“, „Pilgerreise“) statt.